# Steph Baeyens
Steph Baeyens (12 september 1957) is een Vlaams acteur. Zijn bekendste rollen zijn die van piloot Ronnie Geevaert in Wittekerke en die van Roy Leyseele in Zone Stad.

## Rollen
- F.C. De Kampioenen (1991) – Leon De Wals
- Welcome Home (1993)
- Wittekerke (1993–1995) – Ronnie Geevaert
- Oog in oog (1995)
- Thuis (1996) – M. Demos
- Kurrel & Co (1999) – Ben Kurrel
- Familie (2001) – Dirk Cockelaere
- Spoed (2002) – Hugo
- De Kotmadam (2003–2004) – vader van Filip
- Zone Stad (2003–2004) – Roy Leyseele
- Hallo België (2005) – Dr. Vinck
- Witse (2005) – Peter Poelaert
- Aspe (2006) – Theo Wostyn
- Mega Mindy (2006) – Pastoor Verkerke
- Kaat & co (2005, 2006 en 2007) – Eddy
- Spoed (2007) – agent
- Vermist (2010)
- De Luizenmoeder (2018) – Bert, man van juf Els